# Nowopołtawka (obwód zaporoski)
Nowopołtawka (ukr. Новополтавка) – wieś na Ukrainie, w obwodzie zaporoskim, w rejonie berdiańskim, w hromadzie Czernihiwka. W 2001 liczyła 1461 mieszkańców.